# Couvent des Célestins de Vichy
Le couvent des Célestins de Vichy est un ancien couvent de l'ordre des Célestins, situé à Vichy (Allier) et fondé au début du XVe siècle par le duc Louis II de Bourbon. L'unique bâtiment qui subsiste a été inscrit comme monument historique en 1927. Ce couvent a donné son nom à la marque d'eau minérale Vichy Célestins dont la source se trouve juste en contrebas du couvent.

## Situation
Le couvent était situé sur une terrasse qui domine les berges de l'Allier, en rive droite, au sud de la cité médiévale (actuel Vieux Vichy) et du Castel franc.
Aujourd'hui, le bâtiment encore debout se trouve dans le parc des Célestins, entre le quartier du Vieux Vichy et le pôle universitaire et technologique Lardy (campus universitaire Albert Londres). En contrebas, au pied de la terrasse, a été bâti l'édifice qui abrite la source des Célestins.

## Histoire
Le couvent des Célestins de Vichy a été construit à l'initiative du duc Louis II de Bourbon ; l'église a été commencée en 1402. La construction n'était pas achevée à la mort du duc en 1410, mais le monastère était fondé. L'ordre des Célestins bénéficiait de la protection de la famille royale, et en particulier de la sœur de Louis II et épouse du roi Charles V, Jeanne de Bourbon. Louis II projeta d'y finir ses jours, mais non d'y être enterré. Son petit-fils, Charles, alors comte de Clermont, mais administrateur du duché en l'absence de son père, prisonnier des Anglais après la bataille d'Azincourt, eut en 1428 l'intention d'en faire la nécropole ducale à la place de Souvigny, mais renonça ensuite à ce projet. Le couvent s'enrichit rapidement de nombreuses libéralités des ducs et de leur entourage.
Le couvent a été ravagé à plusieurs reprises pendant les guerres de Religion, une première fois en 1568, avant la bataille de Cognat, par les troupes protestantes venant du Forez, à nouveau en 1576, par les troupes du prince de Condé et du prince allemand Jean Casimir, et enfin en 1590 au début du règne d'Henri IV.
Il se remet de ces destructions et connaît, au XVIIe siècle et au début du XVIIIe siècle, une période de prospérité. Il possède de nombreux domaines, bénéficie d'exemptions de charges de la part du pouvoir royal et de legs venant des personnes de l'aristocratie bourbonnaise qui souhaitent être inhumées dans l'église du couvent. Le couvent est entouré d'une enceinte, à l'intérieur de laquelle se trouvent de beaux jardins, et les conditions de vie aux Célestins sont éloignées des principes primitifs de l'ordre.
La tradition locale rapporte qu'il existait, à la suite d'une fondation remontant à Pierre de Bourbon, premier comte de Busset, une célébration de la Cène, le Jeudi saint, dans laquelle treize habitants pauvres de la cité représentaient les treize disciples ; on tirait au sort celui qui serait Judas. Ce dernier était poursuivi dans les rues de la ville, injurié et frappé par la foule, jusqu'à ce qu'il parvienne à se réfugier dans le réfectoire du couvent où il était récompensé d'un bon repas.
En 1778, Louis XV supprime le couvent, dont les biens sont transférés à l'évêque de Clermont, qui verse une pension aux six ou sept derniers moines.
Sous la Révolution, la plupart des bâtiments sont démolis et les matériaux sont vendus ; l'un des logis échappe à la destruction parce qu'il sert d'habitation au jardinier.

## Description
L'unique bâtiment subsistant de l'important ensemble du couvent est un petit corps de logis rectangulaire situé à la limite de la terrasse dominant les berges de l'Allier. Il date du début du XVe siècle et il est couvert d'une toiture très pentue à deux pans ; il est tout à fait dans le style des maisons fortes bourbonnaises du XVe siècle. Longtemps délabré, il a été récemment restauré[Quand ?].

## Toponymie
Le souvenir du couvent des Célestins est resté suffisamment présent pour que ce nom soit largement représenté à Vichy :
- le parc des Célestins, où se trouvent les vestiges de l'ancien couvent ;
- la source des Célestins et la marque d'eau minérale Vichy Célestins ;
- l'ancien hôtel des Célestins, à l'extrémité opposée du parc ; il servit de ministère de l'Intérieur sous le régime de Vichy, puis après guerre devint le lycée de jeunes filles de la ville et, depuis le milieu des années 1960, est le collège public des Célestins ;
- l'avenue des Célestins, qui relie ce quartier à la gare ;
- le Vichy Spa Les Célestins et l'hôtel de luxe associé, établis plus au nord, dans le quartier thermal.